# Alfred Baeumler
Alfred Baeumler (o Bäumler) (Neustadt an der Tafelfichte, 19 novembre 1887 – Eningen unter Achalm, 19 marzo 1968) è stato un filosofo tedesco.
Profondo conoscitore e studioso di cultura tedesca e di estetica, fu interprete di Nietzsche e Bachofen e aderì nel 1933 al Partito Nazista. Nel 1945 subì per questo l'internamento in un campo di prigionia per tre anni. Rilasciato nel 1948, a differenza di altri come Heidegger, Baeumler fu uno dei professori aderenti al regime nazionalsocialista che furono epurati, in quanto non ottenne il reintegro della cattedra, venendo licenziato e bandito dall'insegnamento.
Tra le sue opere il saggio Bachofen und Nietzsche (1929), l'importante interpretazione nietzschiana Nietzsche der Philosoph und Politiker (1931), Aesthetik (1934), Studien zur deutschen Geistesgeschichte (1937), Das mythische Weltalter. Bachofens romantische Deutung des Altertums (1965).

## Opere tradotte in Italia
- Dal simbolo al mito, vol. I. Da Winckelmann a Bachofen, Spirali, Milano 1983
- Estetica, Edizioni di Ar, Padova 1999
- Nietzsche filosofo e politico, Edizioni di Ar, Padova 2003
- L'Innocenza del divenire, Edizioni di Ar, Padova 2003
- Stile e destino. Inediti nietzscheani, Edizioni di Ar, Padova 2007